# Lissonotus rubripes
Lissonotus rubripes är en skalbaggsart som beskrevs av Friedrich F. Tippmann 1960. Lissonotus rubripes ingår i släktet Lissonotus och familjen långhorningar. Inga underarter finns listade i Catalogue of Life.